# José Sarney Filho

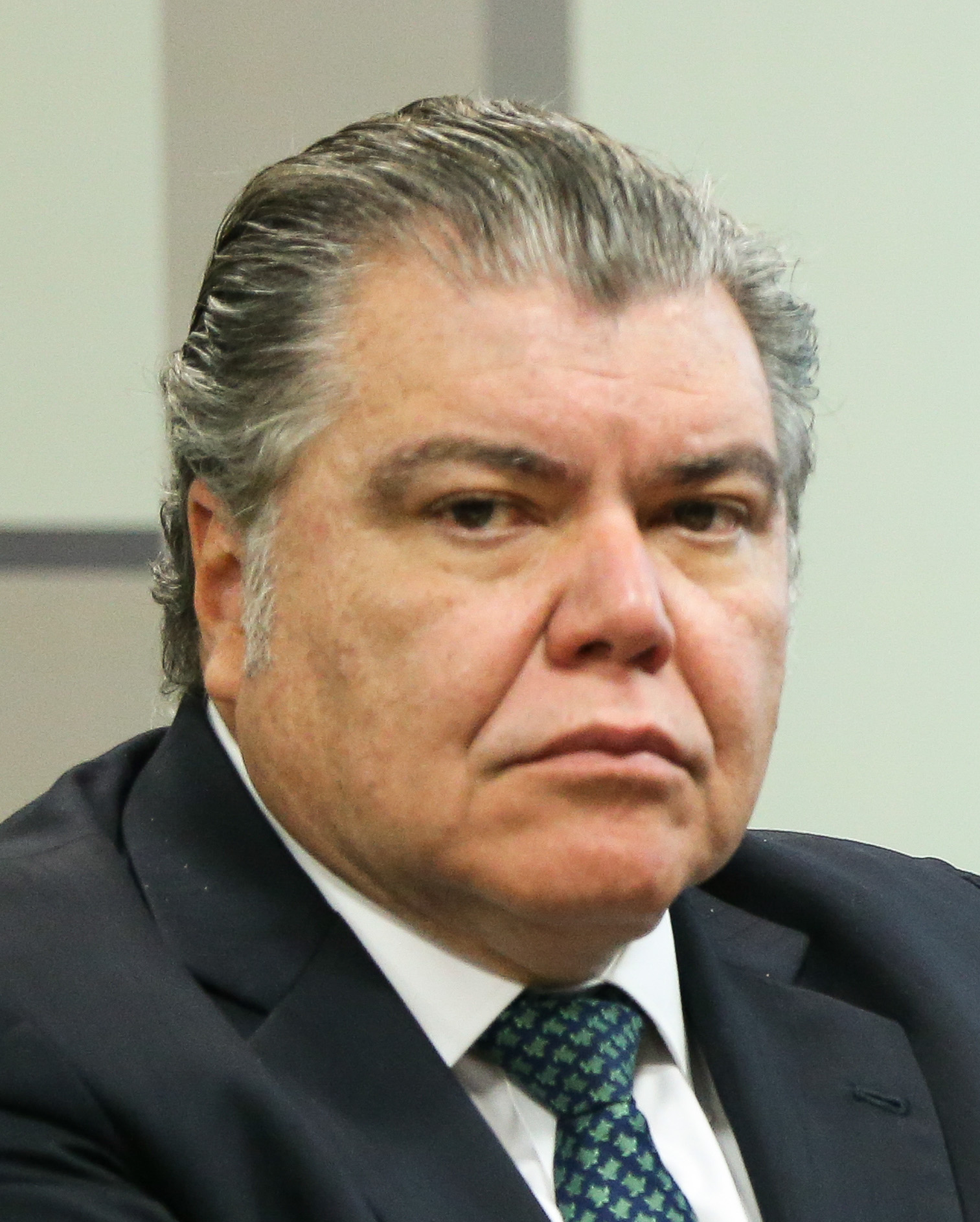
José Sarney Filho, 2017

José Sarney Filho, bekannt als Zequinha Sarney, (* 14. Juni 1957 in São Luís, Maranhão) ist ein brasilianischer Rechtsanwalt und Politiker. Seit dem 12. Mai 2016 bis 6. April 2018 war er als Nachfolger von Izabella Teixeira  Umweltminister Brasiliens unter Michel Temer. Er hatte bereits vom 1. Januar 1999 bis 5. März 2002 unter der Regierung von Fernando Henrique Cardoso das Amt als Umweltminister inne.

## Leben
José Sarney Filho ist der Sohn von José Sarney und Marly Sarney. Die Familie ist eng mit der Politik verbunden. Sein Vater war zwischen 1985 und 1990 Präsident der Republik. Er ist auch der Bruder der ehemaligen Gouverneurin von Maranhão, Roseana Sarney, und des Unternehmers Fernando Sarney.
Sarney Filho ist ein Parteienwechsler: Von 1970 bis 1980 war er Mitglied der Aliança Renovadora Nacional (ARENA), von 1980 bis 1985 des Partido Democrático Social (PDS), von 1985 bis 2005 des Partido da Frente Libera (PFL) und seit 2005 des Partido Verde (PV). Seine politische Karriere begann 1970 bei der ARENA, für die er 1978 Abgeordneter im Bundesstaat Maranhão wurde. Nach dem Wechsel zum PDS erlangte er 1978 sein erstes Mandat als Bundesabgeordneter für seinen Heimatstaat und wurde hierfür 1986, 1990, 1994, 1998 und 2002 wiedergewählt. Fernando Henrique Cardoso berief ihn 1999 in sein zweites Kabinett als Umweltminister, bis er 2002 durch José Carlos Carvalho abgelöst wurde.
Auch bei den Wahlen 2006, 2010 und 2014 mit ausreichenden 2,93 % der Stimmen, diesmal für die Partei der Grünen, deren Vizepräsident er war, konnte er sich durchsetzen und vertrat bis zur erneuten Ernennung 2016 als Umweltminister den Staat Maranhão insgesamt 33 Jahre. Seine Amtszeit als Umweltminister endete am 6. April 2018, als er von Edson Duarte, ebenfalls Mitglied der Grünen Partei und deren aktueller Vizepräsident, abgelöst wurde.